# Manuel Augusto Martins
Manuel Augusto Martins (Funchal, 10 de Abril de 1867 - Funchal, 4 de Abril de 1936) foi um político português. Foi governador civil do Distrito do Funchal, sendo o primeiro governador civil daquele distrito após a Instauração da República em Portugal.
Nasceu a 10 de Abril de 1867 na freguesia de Santa Maria Maior, no Funchal, filho de José Martins, padeiro e natural da Camacha, e de Leopoldina Fernandes, natural da Sé. Iniciou a sua vida profissional como ajudante no colégio do republicano Júlio da Silva Carvalho, entre 1880 e 1892, passando depois para Coimbra, onde se licenciou em Direito. Em 1898 entrou para o escritório de Afonso Costa e Teixeira de Abreu, regressando ao Funchal em 1900, onde presidiu ao Centro Manuel de Arriaga a partir de 1906. Em inícios de 1907 fundou o jornal O Povo, que dirigiu até 1910, e mais tarde de 1915 a 1917.
Na madrugada de 6 de Outubro de 1910 foi avisado por telegrama do Ministério do Interior sobre a sua nomeação para o cargo de governador civil do Distrito do Funchal, sendo o primeiro após a Implantação da República, tendo recolhido o absoluto consenso para esta nomeação, por ser republicano com provas dadas no combate político local, várias vezes candidato a deputado pelo Partido Republicano da Madeira, director do semanário O Povo e presidente da Comissão Republicana do concelho do Funchal.
No primeiro aniversário da Implantação da República, a 5 de Outubro de 1911, inaugurou a rede telefónica do Funchal, estabelecendo a primeira comunicação telefónica entre a Estação Central, onde se encontrava, e a sede do Diário de Notícias.
Ostracizado pelos elementos mais novos, acabou pedindo a demissão em 1912, sendo exonerado do cargo a 17 de Fevereiro desse ano. Continuou a militância política, sendo eleito senador pela Madeira em 1916, e voltando a ser governador civil em 1919, e deputado pelo círculo de Évora. Afastou-se progressivamente da política, mantendo-se, no entanto, como referência de dignidade e coerência aos ideais da República na Madeira.
Por 1926 havia deixado completamente a actividade política, continuando a trabalhar como advogado.

Morreu repentinamente durante a noite a 4 de Abril de 1936, na sua residência da Estrada Conde de Carvalhal, no Funchal, sendo enterrado no Cemitério das Angústias.